# Burkhard Neunheuser
Burkhard Gottfried Neunheuser OSB (* 8. Dezember 1903 in Essen; † 29. November 2003 in Andernach) war ein deutscher römisch-katholischer Liturgiewissenschaftler. 

## Leben
Der Benediktinermönch der Abtei Maria Laach promovierte 1930 und lehrte viele Jahre Theologie am Anselmianum in Rom, wo er von 1972 bis 1977 emeritierter Professor und Dekan des Päpstlichen Liturgischen Instituts war. Er war Experte für die Mysterientheologie seines Mitbruders Odo Casel.

## Veröffentlichungen (Auswahl)
- Eucharistie in Mittelalter und Neuzeit. Freiburg im Breisgau 1963, OCLC 781443151.
- La Liturgia, momento nella storia della salvezza. Casale Monferrato 1979, ISBN 88-211-6501-9.
- Taufe und Firmung. Freiburg im Breisgau 1983, ISBN 3-451-00739-8.
- Storia della Liturgia attraverso le Epoche Culturali. Rom 1983, ISBN 88-85918-05-0.